# The Mummy (pel·lícula de 1999)

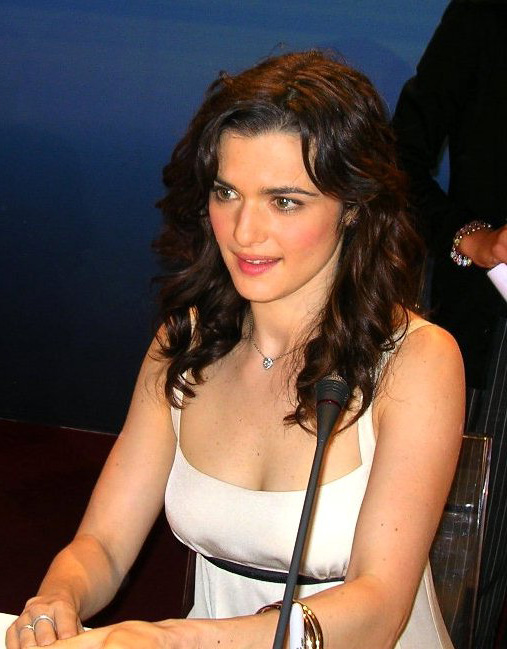
Fotografia de Rachel Weisz, protagonista de la pel·lícula.

The Mummy és una pel·lícula de 1999 dirigida per Stephen Sommers i protagonitzada per Brendan Fraser i Rachel Weisz. Fou una de les pel·lícules més exitoses d'aquell any, i se'n realitzaren dues seqüeles: una l'any 2001 amb els mateixos protagonistes: The Mummy Returns i una altra anomenada La mòmia: La tomba de l'emperador drac l'any 2008. A més, es va comercialitzar un esqueix de la sèrie amb una cinta d'història similar anomenada The Scorpion King.
La tipologia d'aquests films recorda en part la d'Indiana Jones: aventures explicades amb ritme trepidant, éssers i objectes fantàstics o màgics, ambientació entre 1920 i 1950, malvats molt dolents (bé que d'altres són força maldestres), grans dosis d'humor, elements que es repeteixen a tots els films (per exemple, el fet que sempre acaben volant), pròlegs que permeten contextualitzar l'origen de la història, etc.

## Argument
La pel·lícula comença amb els últims dies d'Imhotep, sum sacerdot del faraó Seti I, qui s'enamorà amb bogeria de la promesa-concubina d'este, Anck Su Namun. Imhotep i la promesa del faraó s'enamoren i assassinen a Seti I. Així, Imhotep escapa dissuadit per ella abans de ser capturat també, pels soldats de Seti I l'atrapen mentre intenta ressuscitar-la a la ciutat de los morts, Hamunaptra. El sacerdot és finalment momificat viu i posat sota la maledicció més temuda per tots los egipcis, el Hom Dai.
De volta el 1923, Evelyn i el seu germà Jonathan descobreixen un mapa i una espècie de caixeta que indica la forma d'arribar a Hamunaptra. No obstant això, quan el mapa sofreix un xicotet accident ambdós decideixen preguntar sobre aquest a un ex-soldat i l'antic propietari de la caixa-trencaclosques que es troba a la presó, Rick O'Connell. Evelyn decideix salvar-lo de la mort després que aquest li prometi portar-la a Hamunaptra.
Aixina, Rick, Evelyn, Jonathan i el director de la presó s'embarquen en una expedició acompanyats d'un pestilent amic i d'una altra comitiva d'americans, que també volen aplegar a la ciutat perduda. Quan hi arriben, no troben el desitjat tresor, uns troben una mòmia de fa 3000 anys que encara està descomponent-se, i els altres troben una caixa sobre la qual pesa la maledicció de l'Hom Dai, en obrir-la troben el llibre dels morts, quan Evelin furta i llig el llibre, la mòmia maleïda d'Imhotep desperta desplegant les plagues d'Egipte, però per a arribar al màxim del seu poder ha d'absorbir la vida dels que estaven presents quan es va obrir l'arcó. Per aconseguir-ho, intenta ressuscitar a la seua antiga promesa: Anck Su Namun. Per això tria com a sacrifici humà a Evelyn, el que farà que tinguin més possibilitats de derrotar-lo, car necessiten el llibre daurat d'Amon Ra per fer-ho, i el llibre es troba a Hamunaptra, on ha de fer el ritu per a la resurrecció.
La trama final a Hamunaptra la porten Rick, Jonathan i Ardeth Bay, el qual pertany a una associació llegendària per a protegir la mòmia de ser descoberta. Esta organització són els Medjai.

## Personatges
- Rick O'Connell: Exsoldat que es va barallar per arribar a Hamunaptra i que fou l'únic supervivent. Per alguna raó va acabar a la presó i fou condemnat a la forca, de la que se salvat per Evelyn, una jove que vol anar a la ciutat perduda. Des de llavors s'embarca amb ella i el seu germà Jonathan. És clar que, des del principi, a Rick, li agrada Evelyn. O'Connell és un tipus molt aguerrit, graciós i valent.
- Evelyn Carnahan: És una bibliotecària que treballa al Caire i té un germà anomenat Jonathan. Junt a este últim, descobreix una caixeta i decideix rescatar a Rick O'Connell de la forca perquè els dugui a Hamunaptra. És molt apassionada amb les coses d'Egipte, una mica maldestra però bastant astuta. Encara que al principi troba a Rick molt brut, desagradable i maleducat, després de la segona impressió comença a agradar-li molt.
- Jonathan Carnahan: És un veritable vago[Cal aclariment]
 i germà d'Evelyn. És ell qui troba la caixa i se la mostra a la seua germana. Jonathan s'embarca amb ella no molt convençut. És una mica covard i ambiciós, encara que realment per a ell el primer és la família.
- Imhotep (Sum Sacerdot i la mòmia): Condemnat a mai morir. Quan és despertat del seu infern decideix governar el món i matar a tots el que no el facen cas. És molt astut i encara que pareix que no tengui cor, l'únic que vol és ressuscitar la seua amada, encara que els seus mètodes no siguen els més adequats.
- Meela (Anck-Su-Namun): És l'amada d'Imhotep, una dona amb propòsits definits, igual que el fou el seu avantpassat. I com el seu antic i futur amat, Imhotep, està disposada a tot per retornar la vida que va tenir. Se suïcidà quan va matar el seu futur marit Seti I, el qual era el faraó. Ella era la seva amant però es va enamorar de Imhotep.
- Ardeth Bay: Un dels líders dels Medjais i qui adverteix als expedicionaris que no segueixin. No obstant això, quan ells no li fan cas, decideix un-se'ls i ajudar-los. És un poc místic i naturalment sap molt d'Egipte.

## Repartiment
- Brendan Fraser: Rick O'Connell
- Rachel Weisz: Evelyn
- John Hannah: Jonathan
- Arnold Vosloo: Imhotep
- Oded Fehr: Ardeth Bay
- John Hannah: Jonathan Carnahan
- Kevin J. O'Connor: Beni Gabor
- Jonathan Hyde: Dr. Allen Chamberlain
- Erick Avari: Dr. Terrence Bey

## Premis i nominacions[calcitació]

### Nominacions
- 2000: Oscar al millor so per Leslie Shatz, Chris Carpenter, Rick Kline i Chris Munro
- 2000: BAFTA als millors efectes visuals per John Andrew Berton Jr., Daniel Jeannette, Ben Snow i Chris Corbould